# Sitno (powiat wałecki)
Sitno  (niem. Zietenfier) – dawna wieś w Polsce, obecnie w granicach administracyjnych wsi Krępa Krajeńska, w województwie zachodniopomorskim, w powiecie wałeckim, w gminie Tuczno.
Sitno leżało na północnym brzegu jeziora Sitno, około 4 km na południowy zachód od Krępy Krajeńskiej. Znajduje się tu miejsce postoju pojazdów Sitno. Dawniej przez Sitno przebiegała kolej wąskotorowa do Krępy Krajeńskiej.

## Historia
Po II wojnie światowej Sitno należało do gromady Studnica, która znajdowała się przejściowo w efemerycznej gminie Studnica w powiecie choszczeńskim w Okręgu III Ziem Odzyskanych, lecz już w 1946 roku gminę tę przekształcono w gminę Barnimie w nowo utworzonym woj. szczecińskim. Wschodnia część gminy Barnimie (a więc obszar gromady Studnica z Sitnem) stanowiła specyficzny wąski, długi klin województwa szczecińskiego (powstały z powodu przebiegu kolei wąskotorowej Dąbrowa–Krępa Krajeńska, łączącej poszczególne miejscowości gormady Studnica), wdzierający się w głąb województwa koszalińskiego na długości około 12 km. Został on zlikwidowany w 1954 roku w związku z reformą administracyjną kraju jesienią 1954, wprowadzającą gromady w miejsce gmin, kiedy to dotychczasową gromadę Studnica rozparcelowano.  Miejscowości Krępa Krajeńska i Sitno włączono do powiatu wałeckiego w woj. koszalińskim, gdzie – jako jeden zespół miejscowości – weszły w skład nowo utworzonej gromady Tuczno. Tam przetrwały do kolejnej reformy administracyjnej, i od 1 stycznia 1973 należą do nowo powstałej gminy Tuczno w powiecie wałeckim. W latach 1975–1998 administracyjnie należało do województwa pilskiego.
Po Sitnie nie zachowała się zabudowa; pozostał jedynie stary cmentarz Sitno, do którego wiedzie seria dojazdów pożarowych.